# Ulica Stefana Żeromskiego w Żywcu
Ulica Żeromskiego – ulica w Żywcu, będąca częścią drogi wojewódzkiej nr 945. Biegnie od skrzyżowania z ulicą Sienkiewicza i Aleją Piłsudskiego do Alei Wolności.
Na całej długości jest częścią drogi wojewódzkiej 945 łączącej Żywiec z Korbielowem i dalej ze Słowacją.
Stanowi jedną z głównych arterii komunikacyjnych Śródmieścia, łącząc wschodnią część dzielnicy z Nowym Mostem na Sole, jest trasą alternatywną dla ulic Brackiej i Kościuszki, stanowi też najszybsze połączenie wschodniej części miasta z drogą ekspresową S1.
Przy ulicy położona jest siedziba żywieckiego pogotowia ratunkowego, prowadzi także obok dwóch centrów handlowych: Targówek oraz Lider.
Ulicą kursują autobusy komunikacji miejskiej linii 2, 4, 11, 12, 16 oraz 17.